# Anton von Premerstein
Anton Ritter von Premerstein (* 6. April 1869 in Laibach; † 6. Februar 1935 in Marburg) war ein österreichischer Althistoriker, Epigraphiker und Papyrologe.

## Leben
Anton von Premerstein entstammte einer Familie, die sich im Wippachtal in der Krain bis in das 11. Jahrhundert erschließen lässt. Der Sohn eines Verwaltungsbeamten besuchte das Gymnasium in Laibach und beendete sowohl sein altertumswissenschaftliches als auch juristisches Studium jeweils mit der Promotion (1893 sub auspiciis imperatoris bzw. 1897). Von 1892 bis 1894 absolvierte er den Militärdienst. 1895 erhielt er eine Anstellung an der Hofbibliothek. 1899 konnte er sich an der Universität Wien habilitieren. 1906 wurde er zum 2. Sekretär der Zweigstelle Athen des Österreichischen Archäologischen Instituts ernannt und 1909 ihr Leiter. 1912 übernahm er den althistorischen Lehrstuhl an der Universität Prag. Der Erste Weltkrieg unterbrach seine wissenschaftliche Laufbahn. Er arbeitete zunächst für das Österreichische Rote Kreuz und wurde 1916 Referent für die Kriegsgefangenenfürsorge an der Österreichischen Gesandtschaft in Bern. 1916 nahm er einen Ruf an die Universität Marburg an, wo er bis zu seinem Tod wirkte. Im November 1933 unterzeichnete er das Bekenntnis der deutschen Professoren zu Adolf Hitler.
Premerstein legte zahlreiche Arbeiten zur Geschichte der römischen Donauprovinzen vor. Insbesondere seine Forschungen zum sogenannten Tatenbericht des Augustus sind bedeutsam. Premerstein konnte das größte, zunächst noch nicht eingeordnete inschriftliche Fragment der Funde in Antiochia in Pisidien von William Mitchell Ramsay aus den Jahren 1914 und 1924 dem 34. Kapitel des Tatenberichtes zuordnen. An Stelle von Theodor Mommsens Textrekonstruktionshypothese [... praestiti omnibus dignitate ...] setzte Premerstein die Formel [a]uctoritate [omnibus praestiti]. Mit dem auctoritas-Begriff konnte ein besseres Verständnis des augusteischen Prinzipats erreicht werden.
In seinem postum erschienenen Hauptwerk Vom Wesen und Werden des Prinzipats knüpfte er in seinem auctoritas-Teil an die Antiochenum-Untersuchung an. Außerdem befasste es sich mit Fragestellungen der Arbeiten von Friedrich Münzer und Matthias Gelzer, in denen es vor allem um die prosopographischen Strukturen und die sozialen Grundlagen insbesondere der römischen Nobilität gegangen war. Die Darstellung wurde von seinem Schüler Hans Volkmann aus dem Nachlass herausgegeben. Premerstein war ordentliches Mitglied des Österreichischen und Deutschen Archäologischen Instituts und korrespondierendes Mitglied der Zentralkommission für Denkmalpflege Wien.

## Schriften (Auswahl)
- Vom Werden und Wesen des Prinzipats (= Abhandlungen der Bayerischen Akademie der Wissenschaften. Philosophisch-Historische Abteilung. Neue Folge 15, ZDB-ID 955745-3). Aus dem Nachlaß herausgegeben von Hans Volkmann. Verlag der Bayerischen Akademie der Wissenschaften, München 1937 (Digitalisat; Neudruck. Johnson, New York NY 1964).
- Die fünf neugefundenen Edikte des Augustus aus Kyrene. In: Zeitschrift der Savigny-Stiftung für Rechtsgeschichte. Romanistische Abteilung. Band 48, 1928, S. 419–531, doi:10.7767/zrgra.1928.48.1.419.
- Zu den sogenannten alexandrinischen Märtyrerakten (= Philologus. Supplementband 16, Heft 2, ZDB-ID 123515-1). Dieterich, Leipzig 1923, (Digitalisat).
- Das Attentat der Konsulare auf Hadrian im Jahre 118 n. Chr. (= Klio. Beiheft. 8). Dieterich, Leipzig 1908 (Neudruck. Scientia, Aalen 1963).

Herausgeberschaften
- mit William Mitchell Ramsay: Monumentum Antiochenum. Die neugefundene Aufzeichnung der Res gestae divi Avgvsti im pisidischen Antiochia (= Klio. Beiheft. 19 = Neue Folge 6). Dieterich, Leipzig 1927 (Digitalisat; Neudruck. Scientia, Aalen 1963).